# Cisiojanus

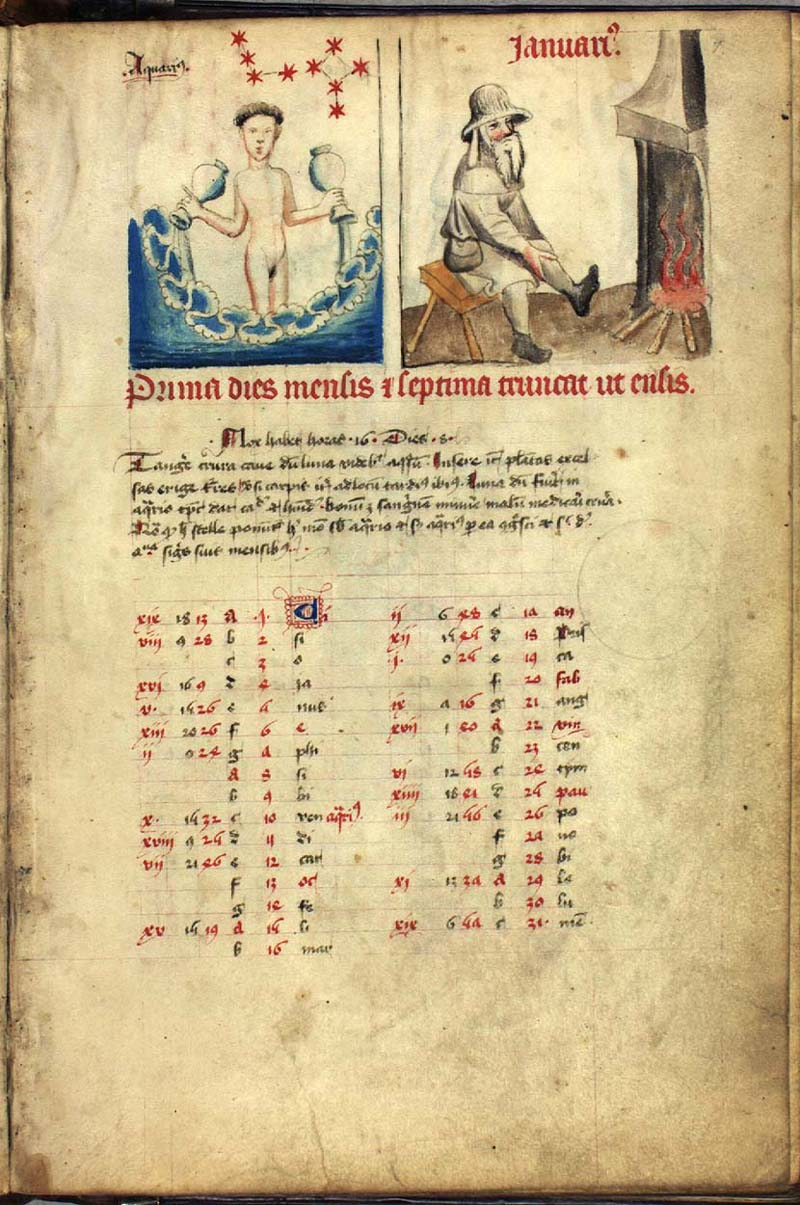
„Januar“ im Cisiojanus des Speculum humanae salvationis (Deutsche Handschrift, um 1430; Kopenhagen, Det Kongelige Bibliotek; GKS 79 2, 7 recto). Die Merkverse stehen in zwei Reihen unterhalb des Doppelbildes aus Tierkreiszeichen und Monatsbild.

Der Cisiojanus ist ein Merkgedicht, das als Vers-Kalender bei der Datierung der unbeweglichen Heiligen- und Feiertage der römisch-katholischen Kirche hilft. Er verbreitete sich seit dem Ende des Hochmittelalters und stand bis in die Frühe Neuzeit im Gebrauch. Es gibt zahlreiche Fassungen des Cisiojanus, oft sind diese in einem lautmalerischen Pseudolatein geschrieben.

## Ursprung und Geschichte
Im 11. Jahrhundert kam im abendländischen Europa die Datierung nach den römisch-katholischen Heiligen- und Feiertagen auf. Diese spiegelte die im Zuge der damaligen Kirchenreformen wachsende Autorität des Papstes und dessen universellen Herrschaftsanspruch (Investiturstreit, Morgenländisches Schisma) wider. Die neuen Kalenderdaten setzten sich gegen die bisher gebräuchlichen antik-römischen Bezeichnungen durch, und der Tag wurde nun danach benannt, wie er zum nächstgelegenen Feier- oder Heiligentag stand, also beispielsweise ipso die omnium sanctorum („an Allerheiligen“) oder feria quarta post diem omnium sanctorum („am nächsten Mittwoch nach Allerheiligen“) oder pridie omnium sanctorum („am Tag vor Allerheiligen“) oder octava omnium sanctorum („eine Woche nach Allerheiligen“).
Zur Einprägung der zahlreichen nicht vom Osterdatum abhängigen, unbeweglichen Feier- und Heiligentage findet sich seit dem 13. Jahrhundert im ganzen deutschen Sprachraum der Cisiojanus, benannt nach dem Incipit der ersten Zeile. Seine Vorläufer waren im Versmaß gehaltene Martyrologien und sein Ursprung liegt möglicherweise im Raum Köln/Aachen im 12. Jahrhundert, von wo er sich zuerst nach Nord- und Osteuropa und später auch westlich ausbreitete. In den am meisten verbreiteten Fassungen zählt das Gedicht 24 Zeilen (zwei, ursprünglich lateinische Hexameter, für jeden Monat), ist im klassischen römischen Versmaß des Hexameters verfasst und ahmt lateinische Lautfolgen nach.
| Text des Cisiojanus Akzente über Vokalen zeigen rhythmische Betonungen an, unterbrochene Teilungsstriche in den Zeilen bedeuten kurze Sprechpausen. | |
| Januar císio jánus epí ¦ sibi véndicat óc feli már an prísca fab ág vincén ¦ ti páu po nóbile lúmen                                                 | Juli júl proces údal oc wíl ¦ kili frá bene márgar apóst al árnolfús prax mág ¦ ap chríst jacobíque sim ábdon      |
| Februar brí pur blásus ag dór ¦ febru áp scolástica válent júli cónjungé ¦ tunc pétrum mátthiam índe                                                | August pé steph stéph protho síx ¦ don cýr ro láu tibur híp eus súmptio ágapití ¦ timo bártholo rúf aug coll áucti |
| März mártius ádria pér ¦ decorátur grégorió cyr gértrud álba bené ¦ junctá mariá genetríce                                                          | September égidiúm sep habét ¦ nat górgon prótique crúx nic éu lampértique mát ¦ maurícius ét da wen mích jer       |
| April ápril in ámbrosií ¦ festís ovat átque tibúrci ét valér ¦ sanctíque geór ¦ marcíque vitális                                                    | Oktober rémique fránciscús ¦ marcús di ger árteque cálix gálle lucás vel und sé ¦ seve críspiné simonís quin.      |
| Mai phílip crúx flor gót ¦ johan látin epí ne ser ét soph május in hác serié ¦ tenet úrban ín pede crís canb                                        | November ómne novémbre leó ¦ qua theó martín bricciíque póst haec élisá ¦ ce cle crýs kathárina sát an             |
| Juni níc marcélle boní ¦ dat jún primí ba cyríni vítique már prothas ál ¦ sanctí johan jó dor le pé pau                                             | Dezember décembér barbá ¦ nico cóncep et álma lucía sánctus abínde thomás ¦ modo nát steph jó pu thomáe sil        |

Damit er seinen mnemotechnischen Zweck erfüllen kann, zählt der Cisiojanus ebenso viel Silben, wie das Jahr Tage hat. Die Silben geben entweder als Eselsbrücken einen Hinweis auf die lateinische Bezeichnung eines Feier- bzw. Heiligentags (meist dessen erste Silbe), oder sie sind Füllsel. Dann setzen sie den vorangegangenen Hinweis auf den Festtag fort (also als dessen zweite, dritte usw. Silbe) oder markieren den Monat. Zudem können sich die Silben zu bedeutungslosen, aber versrhythmisch passenden Füllwörtern fügen. So lösen sich die zwei Verszeilen zum Januar („cisio janus epi sibi vendicat oc feli mar an / prisca fab ag vincen ti pau po nobile lumen“) folgendermaßen auf:
| 1. „ci“ = circumcisio domini             | 18. „pris“ = Priscae virginis martiris        |
| 2. „si“ = Fortsetzung zu „(circum)cisio“ | 19. „ca“ = Fortsetzung zu „Priscae“           |
| 3. „o“ = Fortsetzung zu „(circum)cisio“  | 20. „fab“ = Fabiani et Sebastiani             |
| 4. „ja“ = Monatsmarkierung „Januar“      | 21. „ag“ = Agnetis virginis                   |
| 5. „nus“ = Monatsmarkierung „Januar“     | 22. „vin“ = Vincentii martiris                |
| 6. „e“ = epiphanias                      | 23. „cen“ = Fortsetzung zu „Vincentii“        |
| 7. „pi“ = Fortsetzung zu „epiphanias“    | 24. „ti“ = Timotei martiris und Titi martiris |
| 8. „si“ = Füllwort „sibi“                | 25. „pau“ = conversio Pauli                   |
| 9. „bi“ = Füllwort „sibi“                | 26. „po“ = Polycarpi episcopi martiris        |
| 10. „ven“ = Füllwort „vendicat“          | 27. „no“ = Füllwort „nobile“                  |
| 11. „di“ = Füllwort „vendicat“           | 28. „bi“ = Füllwort „nobile“                  |
| 12. „cat“ = Füllwort „vendicat“          | 29. „le“ = Füllwort „nobile“                  |
| 13. „oc“ = octava epiphaniae             | 30. „lu“ = Füllwort „lumen“                   |
| 14. „fe“ = Felicis presbyteris           | 31. „men“ = Füllwort „lumen“                  |
| 15. „li“ = Fortsetzung zu „Felicis“      |                                               |
| 16. „mar“ = Marcelli papae               |                                               |
| 17. „an“ = Antoni abbatis                |                                               |

Datierungen mit Hilfe des Cisiojanus schlagen sich in chronikalischen Notizen fest wie beispielsweise feria tertia ante diem s. Martini et erat in hac sillaba bre videlicet omne Novembre („am Dienstag vor Martini, und das war in der Silbe ‚bre‘, gemeint ist selbstverständlich ‚omne Novembre‘“). Bedingt durch die Vielzahl der Heiligen und deren regional wechselnde Bedeutung sowie durch die ebenso unterschiedlichen Feiertagsgebräuche entstanden zahlreiche Bearbeitungen des Cisiojanus von längerer oder kürzerer Form. Es gab ihn auch in den Volkssprachen, deutsche Fassungen sind seit dem 14. Jahrhundert belegt. Durch die Übertragung in andere Sprachtypologien traten anstelle des Hexameters andere Versmaße und Reime, und nicht mehr einzelne Silben, sondern ganze Worte bzw. Verse entsprachen den Feier- und Heiligentagen. Sehr viele Versionen sind fehlerhaft aufgrund von Missverständnissen bei der Abschrift oder durch den Einschub lokal wichtiger Heiligentage, die den Versrhythmus durcheinanderbringen. Die zahlreichen Varianten führten auch zu wechselnden Bezeichnungen für dieses kalendarische Hilfsmittel: Cisianus, Cisioianus, Cisivianus.
Der Cisiojanus war Unterrichtsgegenstand und wurde nach der Einführung des Buchdrucks in gemeinnützigen Schriften verbreitet. Von der Auffassung, dass die erste Druckschrift Johannes Gutenbergs sogar ein Cisiojanus aus dem Jahr 1443/44 gewesen sei, ist man abgerückt; die Publikation unter dem Titel Cisioianus wird nun in das Jahr 1457 gesetzt. Neben seriösen Lehrfassungen entstanden allerdings auch volkstümliche, derbe Versionen, die eher Kinderreimen, Nonsensgedichten und Trinkliedern glichen. Aus Frankreich, wo das Merkgedicht erst zum Ende des 15. Jahrhunderts durch gedruckte Stundenbücher allgemein bekannt wurde, weist die dort um 1500 meistverbreitete Version bereits auf rabelaische Texte hin. Die Verse zum Januar lauten: En ian vier que les Roys ve nus sont („Im Januar zur Ankunft der Könige“) / Glau me dit fre min mor font („Bereiten die verfluchten Weinberge schauderhafte Tode“) / An thoin boit le iour vin cent fois („Anton trinkt am Tag zweitausend Mal“) / Pol us en sont tous ses dois („Haarig/Glattpoliert sind alle seine Finger davon geworden“).

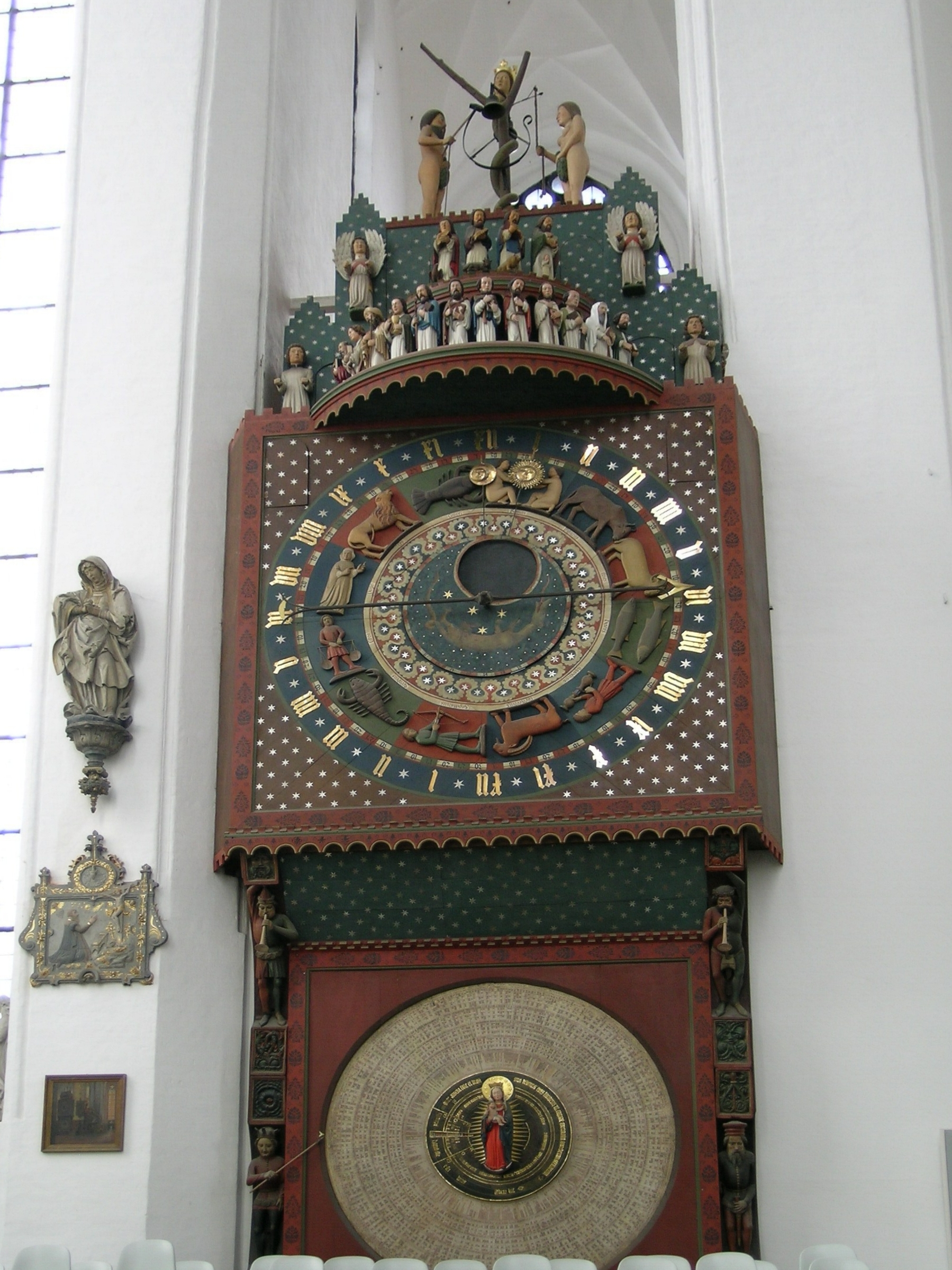
Astronomische Uhr von Hans Düringer aus Nürnberg in der Danziger Marienkirche

Der Cisiojanus eignete sich auch zur mechanischen Umsetzung. Im linken Seitenschiff der Danziger Marienkirche befindet sich noch heute eine astronomische Uhr von Hans Düringer aus dem 15. Jahrhundert mit einer Cisiojanus-Anzeige.
Die Abkehr von der Datierung nach den Festtagen der Heiligen wurde durch die Reformation im 16. Jahrhundert eingeleitet (obwohl selbst Reformatoren im Gebrauch des Cisiojanus unterrichteten) und verbreitete sich über das reformierte Gebiet hinaus, in der Art, dass die heute gebräuchliche fortlaufende Zählung üblich wurde: vicesima tertia die Junii („23. Juni“). Im 17. Jahrhundert war der Cisiojanus im deutschen Sprachgebiet schließlich weitgehend außer Gebrauch gekommen.